# Casoto
« Manuel de Sousa » redirige ici. Pour les autres significations, voir Manuel Sousa et Manuel de Sousa Coutinho.
Manuel de Sousa, plus communément appelé Casoto, est un footballeur portugais né en 1906 et mort en 1955. Il évoluait au poste de gardien de but.

## Biographie

### En club
Casoto est le portier du Boavista FC dans les années 1920 et 1930. C'est le tout premier joueur du club à porter les couleurs de la sélection nationale.

### En équipe nationale
International portugais, il reçoit une unique sélection en équipe du Portugal en amical. Le 26 décembre 1926, il garde les cages du Portugal contre la Hongrie (match nul 3-3 à Porto).